# Пам'ятник Миколаю Копернику (Вроцлав)
Пам'ятник Миколі Копернику у Вроцлаві - пам'ятник, присвячений польському астроному Миколаю Копернику. Він був відкритий 1974 року з нагоди року Коперника, який відзначався роком раніше (у 1973 році) - в рік 500-річчя від дня народження Коперника. Ініціаторами спорудження пам'ятника були Товариство ентузіастів Вроцлава спільно з Товариством ентузіастів астрономії.

## Скульптура
Автор  пам'ятника - Леон Подсядли. Статуя виготовлена зі штучного каменю. Має форму тулуба, силуету, зі стилізованою геліоцентричною системою, увінчаною погруддям астронома. У 1977 році встановлено дошку з написом: Вроцлав’яни Миколі Копернику 1473-1543. 2018 року пам'ятник визнаний надбанням сучасної культури.

## Розташування
Пам'ятник розташований на площі, розташованій між вулицею Пйотра Скарги (зі сходу), Міський ровом (з півдня), Вєжбовою вулицею (із заходу) та Театральною вулицею (з півночі). Поруч знаходиться парк Миколая Коперника.